# Гиген
Гиген (болг. Гиген) — село в Болгарии. Находится в Плевенской области, входит в общину Гулянци. Население составляет 2 123 человека.
Близ села находится археологический заповедник — руины древнеримского города Ульпия-Эскус.

## Политическая ситуация
В местном кметстве Гиген, в состав которого входит Гиген, должность кмета (старосты) исполняет Красимир Младенов Перванов (партия АТАКА) по результатам выборов.
Кмет (мэр) общины Гулянци — Лучезар Петков Яков (Болгарская социалистическая партия (БСП)) по результатам выборов.